# اینرشواند ام موندزی
اینرشواند ام موندزی (به آلمانی: Innerschwand am Mondsee) یک منطقهٔ مسکونی در اتریش است که در ناحیه وکلابروک واقع شده‌است. اینرشواند ام موندزی ۱۹ کیلومتر مربع مساحت دارد ۴۹۳ متر بالاتر از سطح دریا واقع شده‌است.